# Majlinda
Majlinda (auch: Majlind) ist ein weiblicher Vorname albanischen Ursprungs.
Der Name setzt sich aus den albanischen Worten "maj" (der Mai) und "lindje" (der Osten, die Geburt) zusammen und bedeutet so viel wie "die im Mai geborene".

## Bekannte Namensträgerinnen
- Majlinda Bregu (* 1974), albanische Politikerin
- Majlinda Dhuka, albanische Politikerin
- Majlinda Kelmendi (* 1991), albanische Judoka, Olympiasiegerin
- Majlinda Nana Rama, albanische Lehrerin, Journalistin, Autorin, Forscherin und Unternehmerin.